# Jakowlew Ja-3
Die Jakowlew Ja-3 (russisch Яковлев Я-3, auch AIR-3, АИР-3) war ein abgestrebter, einmotoriger zweisitziger Hochdecker.

## Entwicklung
Sie entstand nach einer von der Moskauer Kinderzeitschrift Pionerskaja Prawda organisierten Spendenaktion. Jakowlew, zu diesem Zeitpunkt Student an der Schukowski-Militärakademie, konnte daraufhin im Sommer 1929 die Ja-3 bauen. Sie beruhte auf dem Doppeldecker Ja-2. Das Flugzeug wurde im Menschinski-Werk GAS-39 zwischen April und Juni 1929 gefertigt. Es erhielt das kyrillische Luftfahrzeugkennzeichen СССР-310 und im September wurde der Erstflug vorgenommen. 1930 wurde die Ja-3 zur Ja-4 weiterentwickelt. Änderungen wurden vor allem im Bereich der Tragflächen und des Fahrwerks vorgenommen, wobei die Ja-3 Vorflügel und Landeklappen sowie ein Hauptfahrwerk mit geteilter Achse erhielt.

## Flugeinsatz
Ab dem 26. August 1929 unternahmen die Studenten der Schukowski-Militärluftfahrtakademie wiederholt Flüge von Mineralnyje Wody nach Moskau. Die 1835 Kilometer lange Strecke wurde am 6. September 1929 von A. I. Filin und seinem Begleiter A. F. Korolkow mit einer Durchschnittsgeschwindigkeit von 166,8 km/h durchflogen. Auf diesem Flug konnten die Weltrekorde der Reichweite sowie der durchschnittlichen Fluggeschwindigkeit neu aufgestellt werden.

## Aufbau
Der Rumpf des Flugzeuges besaß ein mit Stoff bespanntes Holzgerüst, das im Triebwerksbereich mit Leichtmetall, im Bereich der Flugzeugführerkanzel mit Sperrholz beplankt wurde. Die Ja-3 war als Hochdecker konzipiert, die Tragflächen wurden durch je zwei parallele Streben pro Seite zum Rumpf hin abgestützt. Im Tragflügelmittelstück befanden sich die drei Tanks mit einem Gesamtvolumen von 176 l. Das Leitwerk wurde wie der Rumpf mit Stoff bespannt. Das Hauptfahrwerk der Ja-3 erhielt eine durchgehende Achse. Mit geändertem Fahrwerk wurde die Jakowlew Ja-4 gefertigt.

## Technische Daten
| Kenngröße             | Daten                                                              |
| --------------------- | ------------------------------------------------------------------ |
| Baujahr               | 1929                                                               |
| Konstrukteur          | Alexander Sergejewitsch Jakowlew                                   |
| Besatzung             | 2                                                                  |
| Länge                 | 7,10 m                                                             |
| Spannweite            | 11,1 m                                                             |
| Höhe                  | 2,3 m                                                              |
| Flügelfläche          | 16,50 m²                                                           |
| Leermasse             | 392 kg                                                             |
| Startmasse            | 762 kg                                                             |
| Flächenbelastung      | 46,3 kg/m²                                                         |
| Leistungsbelastung    | 12,7 kg/PS                                                         |
| Triebwerk             | 1 × Walter NZ-60 mit 60 PS (44 kW), ab 1931 M-23 mit 65 PS (48 kW) |
| Tankvolumen           | 176 kg                                                             |
| Höchstgeschwindigkeit | 146 km/h                                                           |
| Reisegeschwindigkeit  | 125 km/h                                                           |
| Landegeschwindigkeit  | 66 km/h                                                            |
| Steigleistung         | 2,1 m/s                                                            |
| Reichweite            | 1835 km                                                            |
| Gipfelhöhe            | 4200 m                                                             |
| Startrollstrecke      | 60 m                                                               |